# Dennis Heinzmann
Dennis Heinzmann (* 22. Januar 1991 in Ratingen) ist ein deutscher Basketballspieler. Der 2,16 Meter große Heinzmann wird als Innenspieler (Center) eingesetzt und gehört zum Aufgebot der Bayer Giants Leverkusen.

## Laufbahn
Heinzmann spielte als Jugendlicher im Nachwuchsbereich des ART Düsseldorf. In der Saison 2009/10 stand er im Aufgebot von TSV Bayer 04 Leverkusen für die Nachwuchs-Basketball-Bundesliga, kam aber zu keinem Einsatz. Im Herrenbereich spielte Heinzmann vor seinem Wechsel zum Zweitligisten Bayer Giants Leverkusen im August 2014 für die SW Baskets Wuppertal in der Landesliga. Dort agierte er unter der Leitung des ehemaligen Nationalspielers und Europameisters von 1993, Hans-Jürgen Gnad, der seinen Schützling nach Leverkusen vermittelte. In seinem zweiten Jahr mit Bayer (2015/16) verpasste Heinzmann mit der Mannschaft den Klassenverbleib in der 2. Bundesliga ProA, Leverkusen stieg somit in die ProB ab. Mit 62 geblockten Würfen (2,1 pro Spiel) bei 30 Einsätzen erzielte er in der ProA-Saison 2015/16 ligaweit den Spitzenwert in dieser Kategorie.
Im Juni 2016 nahm er eine Offerte eines anderen ProA-Vertreters aus dem Rheinland, den RheinStars Köln, an und band sich mittels eines Zweijahresvertrages an den Klub. Zuvor hatte Heinzmann als Versicherungskaufmann gearbeitet, entschied sich mit seinem Wechsel nach Köln aber für das Profitum. In seiner ersten Saison in der Domstadt unter Trainer Arne Woltmann bekam der Center durchschnittlich 16 Minuten Spielzeit und erzielte 4,9 Punkte pro Spiel. In der ProA-Saison 2016/17 scheiterten die Kölner im Viertelfinale am Mitteldeutschen Basketball Club mit 0:3 nach Spielen.
Im Sommer 2017 trennten sich die Kölner Verantwortlichen von Trainer Woltmann und verpflichteten Denis Wucherer als Nachfolger. Der Spielstil von Wucherer allerdings unterschied sich stark von dem seines Vorgängers und so schrumpften die Einsatzminuten von Heinzmann deutlich auf knapp 10 pro Begegnung. Damit verbunden waren auch seine statistischen Werte. Mit 3,7 Punkten pro Spiel war er im Korbabschluss nur unwesentlich erfolgreicher als in seiner ersten Leverkusener Spielzeit vor drei Jahren. 2017/18 schied er mit Köln wieder im Viertelfinale aus, dieses Mal scheiterte man an den PS Karlsruhe Lions (0:3). Nach der Saison zogen sich die RheinStars Köln aus der ProA zurück und Heinzmann verließ den Klub.
Ende Mai 2018 gab Leverkusen Heinzmanns Rückkehr in die Farbenstadt bekannt. Im Spieljahr 2018/19 gewann er mit den Rheinländern den Meistertitel in der 2. Bundesliga ProB. In der Hauptrunde verlor er mit Leverkusen lediglich eine von 22 Partien. In den entscheidenden Partien der Playoffs 2019 fiel der Brettspieler aufgrund eines Wadenbeinbruchs aus. Heinzmann erzielte in der Meistersaison bei insgesamt 26 Einsätzen im Durchschnitt 9,8 Punkte, 9,9 Rebounds sowie 1,9 Blocks.
Auch 2019/20 hielt der Center Leverkusen die Treue. In der ProA gehörten die Farbenstädter zu den Überraschungen der ProA-Spielzeit 2019/20 und belegten am Ende den fünften Tabellenplatz in der vorzeitig beendeten Saison (aufgrund der COVID-19-Pandemie in Deutschland). Aufgrund einer Verletzung unterzog sich Heinzmann im Februar 2020 einer Operation, welche ihn zum Zuschauen Zwang. Bis zu diesem Zeitpunkt legte er gute statistische Werte auf (im Schnitt 9,1 Zähler und 7,4 Rebounds pro Partie). Ende Juni 2020 gab der Basketball-Rekordmeister die Weiterverpflichtung des Ratingers bekannt.
Der Center kam in der ProA-Spielzeit 2020/21 auf eine mittlere Einsatzzeit von fast 19 Minuten je Begegnung. Die Rheinländer belegten nach der Hauptrunde den fünften Tabellenplatz. Dies hatten die Giants auch Heinzmann zu verdanken, der auf Mittelwerte von 7,8 Punkten und 7,4 Rebounds pro Partie kam. In den Playoffs, welche 2020/21 aufgrund der COVID-19-Pandemie in Form einer Gruppenphase ausgetragen wurden, marschierten die Bayer Korbjäger ins Finale durch. Dort unterlag man den MLP Academics Heidelberg in zwei Spielen. In der Endrunde kam der Brettspieler in insgesamt acht Partien auf Werte von durchschnittlich 11 Punkten und 9,1 Rebounds. In insgesamt sieben Spielen kam er auf zweistellige Werte in zwei positiven statistischen Kategorien („Double-double“).
Der Leverkusener Publikumsliebling verlängerte seinen Vertrag im Juli 2021 und wurde Mannschaftskapitän der Mannschaft. Nach dem Ende der Hauptrunde 2021/22 in der ProA belegten die Leverkusener zum dritten Mal in Serie den fünften Rang in der Endtabelle. Heinzmann war einer der Leistungsträger seiner Farben, stand in allen 32 Begegnungen der Hauptrunde auf dem Parkett und erzielte im Durchschnitt 10,4 Punkte sowie 8 Rebounds pro Partie. In den Playoffs 2022 setzten sich die Rheinländer in ihrer Viertelfinalserie mit 3:1 gegen die Gladiators Trier durch (Durchschnittsstatistiken von Heinzmann im Viertelfinale: 9,3 Punkte und 7,0 Rebounds pro Begegnung). Im Halbfinale scheiterte Leverkusen an den Tigers Tübingen mit 0:3. Insgesamt erreichte der Center sechs „Double-doubles“.
Ende Juli 2022 unterzeichnete Heinzmann bei den Leverkusenern eine Vertragsverlängerung bis 2025. Er kündigte an, dass der deutsche Rekordmeister seine letzte Profistation im Basketball sein werde. Bis dahin stand er in 176 Spielen für Leverkusen auf dem Feld. Mitte Oktober 2023 gab der Verein Heinzmanns Saisonaus bekannt, nachdem aufgrund einer abermaligen Sehnenverletzung erneut ein Eingriff am Fuß vorgenommen werden musste. Somit verpasste Heinzmann das zweite Spieljahr in Folge.
Nach mehr als zwei Jahren verletzungsbedingter Pause lief Heinzmann zum Auftakt der Saison 2024/25 gegen die EN Baskets Schwelm (90:56) wieder in einem Pflichtspiel für Leverkusen auf und war gleich der statistisch gesehen beste Spieler seiner Mannschaft. Mit Leverkusen gewann er im Spieljahr 2024/25 von 26 Begegnungen in der Hauptrunde 25. Heinzmann erzielte dabei insgesamt zehn „Double-doubles“ (aus Punkten und Rebounds) und war mit durchschnittlich 13,0 Zählern und 9,2 Rebounds pro Begegnung war einer der Aktivposten seiner Farben. Mit Leverkusen gewann er im Mai 2025 die ProB-Meisterschaft. Er wurde seitens der Liga zum besten Spieler der Finalserie gegen die SBB Baskets Wolmirstedt gewählt. Das Basketballportal Eurobasket.com kürte ihn zum besten Center der ProB-Nordstaffel in der Saison 2024/25.
Am 20. Juni 2025 gaben die Leverkusener den Verbleib von Mannschaftskapitän Heinzmann bekannt. Er unterschrieb einen Vertrag bis zum Ende der Spielzeit 2026/27.

## Nationalmannschaft
Im Sommer 2016 wurde Heinzmann von Bundestrainer Arne Woltmann, der ihn in seinem Amt als Vereinstrainer auch nach Köln geholt hatte, in den Kader der deutschen A2-Nationalmannschaft berufen. Ende Juni lief er in einem inoffiziellen Freundschaftsspiel gegen Frankreich erstmals für die DBB-Mannschaft auf.

## Statistiken
| Verein          | Liga | Saison  | Spiele                          | Punkte                          | Rebounds                        | Assists                         | Blocks                          | Spielminuten                    | Effektivität                    |
| --------------- | ---- | ------- | ------------------------------- | ------------------------------- | ------------------------------- | ------------------------------- | ------------------------------- | ------------------------------- | ------------------------------- |
| Leverkusen      | ProA | 2014/15 | 23                              | 3,5                             | 2,6                             | 0,1                             | 0,4                             | 09:00 Min.                      | 4,4                             |
| Leverkusen      | ProA | 2015/16 | 30                              | 7,5                             | 7,7                             | 0,5                             | 2,1                             | 22:15 Min.                      | 13,4                            |
| RheinStars Köln | ProA | 2016/17 | 33                              | 4,8                             | 5,6                             | 0,3                             | 1,2                             | 15:54 Min.                      | 7,9                             |
| RheinStars Köln | ProA | 2017/18 | 31                              | 3,9                             | 3,4                             | 0,2                             | 0,3                             | 10:30 Min.                      | 5,0                             |
| Leverkusen      | ProB | 2018/19 | 26                              | 9,8                             | 9,9                             | 1,0                             | 1,9                             | 20:25 Min.                      | 17,9                            |
| Leverkusen      | ProA | 2019/20 | 23                              | 9,1                             | 7,4                             | 0,7                             | 1,7                             | 19:39 Min.                      | 14,0                            |
| Leverkusen      | ProA | 2020/21 | 35                              | 8,5                             | 7,8                             | 0,5                             | 1,8                             | 18:40 Min.                      | 14,9                            |
| Leverkusen      | ProA | 2021/22 | 39                              | 10,7                            | 8,0                             | 0,7                             | 1,1                             | 21:53 Min.                      | 16,1                            |
| Leverkusen      | ProA | 2022/23 | Verletzungsbedingt ohne Einsatz | Verletzungsbedingt ohne Einsatz | Verletzungsbedingt ohne Einsatz | Verletzungsbedingt ohne Einsatz | Verletzungsbedingt ohne Einsatz | Verletzungsbedingt ohne Einsatz | Verletzungsbedingt ohne Einsatz |
| Leverkusen      | ProB | 2023/24 | Verletzungsbedingt ohne Einsatz | Verletzungsbedingt ohne Einsatz | Verletzungsbedingt ohne Einsatz | Verletzungsbedingt ohne Einsatz | Verletzungsbedingt ohne Einsatz | Verletzungsbedingt ohne Einsatz | Verletzungsbedingt ohne Einsatz |
| Leverkusen      | ProB | 2024/25 | 33                              | 14,2                            | 9,9                             | 0,7                             | 1,6                             | 22:53 Min.                      | 20,9                            |

## Erfolge
- ProB-Meister: 2019 und 2025
- ProA-Vizemeister: 2022
- Wertvollster Spieler der ProB-Finalserie: 2025